# Nghĩa Hải
Nghĩa Hải là một xã thuộc huyện Nghĩa Hưng, tỉnh Nam Định, Việt Nam.
Xã Nghĩa Hải có diện tích 14,27 km², dân số năm 1999 là 14.808 người, mật độ dân số đạt 1.038 người/km².

## Địa giới hành chính
Xã Nghĩa Hải nằm ở phía nam huyện Nghĩa Hưng, thuộc tả ngạn sông Đáy.
- Phía bắc giáp xã Nghĩa Hùng, huyện Nghĩa Hưng.
- Phía đông giáp xã Nghĩa Lâm, huyện Nghĩa Hưng.
- Phía nam giáp thị trấn Rạng Đông, xã Nam Điền, huyện Nghĩa Hưng, tỉnh Nam Định và thị trấn Bình Minh, huyện Kim Sơn, tỉnh Ninh Bình (ranh giới tự nhiên là sông Đáy).
- Phía tây giáp các xã Cồn Thoi và Kim Tân, huyện Kim Sơn, tỉnh Ninh Bình (ranh giới tự nhiên là sông Đáy).

Xã này cùng 5 xã, thị trấn nằm ở cực nam của huyện Nghĩa Hưng đã được UNESCO đưa vào danh sách các địa danh thuộc khu dự trữ sinh quyển châu thổ sông Hồng. Nghĩa Hải là xã biên giới biển của huyện Nghĩa Hưng.

## Hành chính
Năm 1931 là năm chính thức ra đời của xã nhưng thực tế quá trình hình thành mảnh đất Nghĩa Hải đã được bắt đầu từ cuối thế kỷ XIX. Quá trình thành lập làng, xã Nghĩa Hải gắn liền với quai đê lấn biển, chinh phục thiên nhiên, mở rộng đất đai. Quá trình này kéo dài liên tục trong suốc 60 năm, từ năm 1877 đến năm 1938.
Từ khi được thành lập xã Nghĩa Hải đã nhiều lần thay đổi tên gọi cũng như phạm vi hành chính. Lúc đầu các làng Sỹ Lâm Nam, Sỹ Hội, Văn Giáo, Ân Phú, Nghĩa Dục, Ngọc Lâm tồn tại như các xã biệt lập thuộc tổng Mễ Lâm. Tháng 1-1946 các làng Sỹ Hội, Sỹ Lâm, Văn Giáo, Ân Phú nhập thành xã Việt Hưng. Các làng Nghĩa Dục, Ngọc Lâm là xã Hải Nam. Tháng 3/1949 Việt Hưng và Hải Nam hợp nhất thành xã Việt Hùng. Năm 1956 xã Việt Hùng tách ra thành 2 xã Nghĩa Hùng và Nghĩa Hải. Tên xã Nghĩa Hải được chính thức từ năm 1956.
Năm 1974, các xóm Sĩ Hưng, Sĩ Thịnh, Sĩ Phú (thôn Sĩ Lam Nam) và xóm Phú Giáo (thôn Văn Giáo) của xã Nghĩa Hùng được sáp nhập vào xã Nghĩa Hải.
Các xóm Sĩ Hưng, Sĩ Thịnh, Sĩ Phú sau khi sáp nhập vào xã Nghĩa Hải gọi tên là xóm Hưng Thịnh Phú.
Các xóm của xã Nghĩa Hải gồm: Hưng Thịnh Phú; Hội Thọ; Phú Giáo; Ân Tín; Ân Lễ; Ân Nhân; Ân Nghĩa; Đồng Văn; Nghĩa Trang; Nghĩa Thịnh; Ngọc Hùng; Ngọc Việt. Năm 2003 Chủ tịch UBND tỉnh Nam Định quyết định đặt tên các xóm xã Nghĩa Hải gồm 16 xóm.
Xóm 1 - Phú Thọ (Hưng Thịnh Phú); xóm 2 - Phú Thọ (Hưng Thịnh Phú); Xóm 3 - Phú Thọ (Hội Thọ); xóm 4 - Phú Thọ (Phú Giáo); xóm 5 - Phú Thọ (Ân Tín); xóm 6 - Phú Thọ (Ân Lễ); Xóm 1 - Nam Hải (Đồng Văn Trên); xóm 2 - Nam Hải (Ân Nghĩa); xóm 3 - Nam Hải (Ân Nhân); xóm 4 - Nam Hải (Nghĩa Trang); xóm 5 - Nam Hải (Nghĩa Thịnh); xóm 6 - Nam Hải (Đồng Văn Dưới); Xóm 7 - Nam Hải (Ngọc Việt); Xóm 8 - Nam Hải (Ngọc Hùng); xóm 1 - Ngọc Lâm (Ngọc Việt); xóm 2 - Ngọc Lâm (Ngọc Hùng).